# Gyula Vangel
Gyula Vangel (né en Autriche-Hongrie le 19 septembre 1888 et mort le 30 septembre 1963) est un joueur de football et de tennis de table hongrois.
Il est surtout connu pour avoir terminé meilleur buteur du championnat de Hongrie durant la saison 1908 avec 21 buts.